# 長期共存・相互監督
長期共存・相互監督（ちょうききょうそん・そうごかんとく）とは中華人民共和国によって執られていた政策。1956年9月15日、中国共産党第8回大会で確立された。

## 概要
中華人民共和国の建国以来、中国共産党は民主諸党との団結や協力を一層強めてきており多党協力による改革、実践を推し進め、1956年にはほぼ社会主義改造が完成した。その後に共産党が執政党として指導的地位に立ったために、民主諸党派は主として共産党を監督するという「長期共存・相互監督」を提唱し、「共産党が存在してこそ、民主党派も存在できること、共産党が民主諸党派を監督できれば、民主諸党派も共産党を監督できること」ということを明らかにした。だが後に（特に文化大革命期）この制度は重大な挫折を経験した。